# Bački Brestovac
Bački Brestovac (en serbe cyrillique : Бачки Брестовац) est une localité de Serbie située dans la province autonome de Voïvodine. Elle fait partie de la municipalité d'Odžaci dans le district de Bačka occidentale. Au recensement de 2011, elle comptait 2 821 habitants.
Bački Brestovac est officiellement classé parmi les villages de Serbie.

## Démographie

### Évolution historique de la population
| 1948  | 1953  | 1961  | 1971  | 1981  | 1991  | 2002  | 2011  |
| ----- | ----- | ----- | ----- | ----- | ----- | ----- | ----- |
| 5 991 | 5 795 | 5 326 | 4 589 | 3 876 | 3 737 | 3 469 | 2 821 |

|  |